# Halecania rhypodiza
Halecania rhypodiza är en lavart som först beskrevs av William Nylander och som fick sitt nu gällande namn av Brian John Coppins. 
Halecania rhypodiza ingår i släktet Halecania och familjen Catillariaceae. Inga underarter finns listade i Catalogue of Life.